# Cyrus Thompson

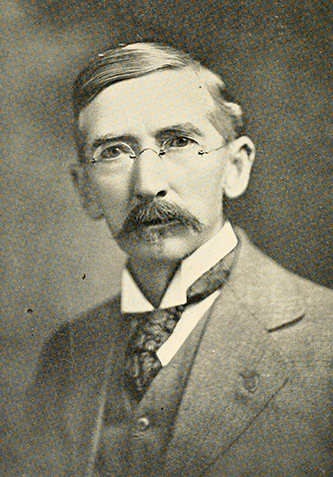
Cyrus Thompson (1919)

Cyrus Thompson (* 8. Februar 1855; † 20. November 1930) war ein US-amerikanischer Arzt und Politiker der Populist Party sowie später der Republikanischen Partei.

## Leben
Cyrus Thompson war das sechste von neun Kindern von Franklin Thompson und dessen Ehefrau Leah Brown Thompson. Er war als Arzt tätig und war als Vertreter von Onslow County von 1883 bis 1885 erst Mitglied im Repräsentantenhaus von North Carolina sowie im Anschluss zwischen 1885 und 1887 Mitglied des Senats. Er wurde 1897 für die Populist Party als Nachfolger von Charles M. Cooke zum Secretary of State of North Carolina gewählt. Dieses Amt bekleidete er bis zu seiner Ablösung durch John Bryan Grimes 1901. Nachdem sich die Populist Party 1908 aufgelöst hatte, wechselte er zur Republikanischen Partei und war 1912 Delegierter für North Carolina bei der Republican National Convention (RNC), dem Parteitag der Republikaner.
Aus seiner Ehe mit Florence Kent Thompson gingen acht Kinder hervor. Nach seinem Tode wurde er auf dem Daniel Thompson Cemetery in Onslow County beigesetzt.